# الکسی اوستاپنکو
الکسی الکساندروویچ اوستاپنکو (به روسی: Алексей Александрович Остапенко) (زاده ۲۶ مه ۱۹۸۶ در ساراتوف) بازیکن والیبال اهل روسیه عضو تیم ملی والیبال روسیه و باشگاه نیژنی نووگورود است. اوستاپنکو به همراه تیم ملی روسیه مدال برنز بازی های المپیک تابستانی ۲۰۰۸ را به دست آورد.